# عزاريا ألون
عزاريا ألون (15 نوفمبر 1918 - 19 يناير 2014) هو ناشط بيئي إسرائيلي، يطلق عليه لقب «أبو حماية البيئة في إسرائيل».
حصل على جائزة إسرائيل مرتين الأول في عام 1980 لكونه أحد مؤسسي جمعية حماية الطبيعة في إسرائيل، والثانية في عام 2012 لإنجاز العمر. 

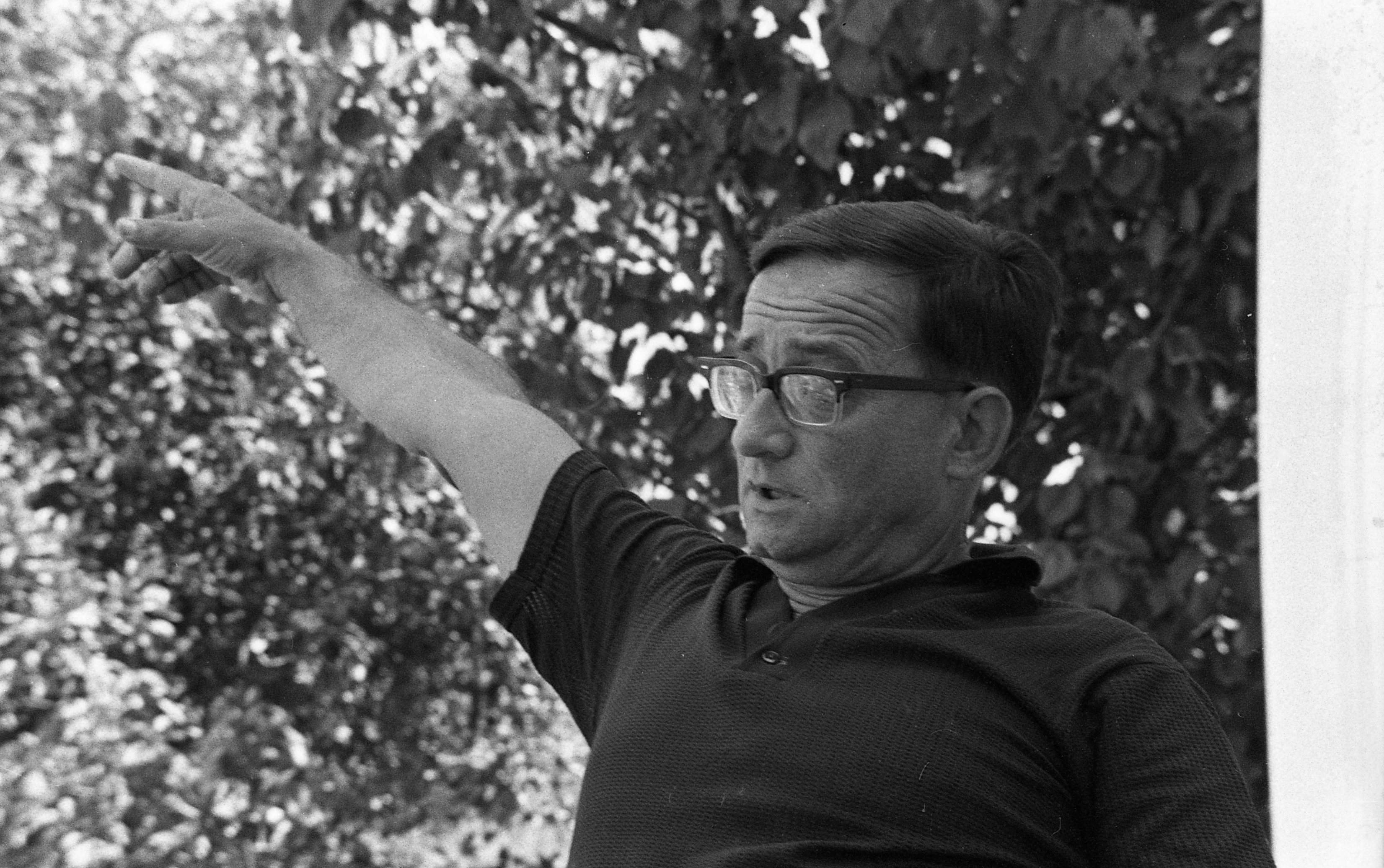
ألون 1969

## حياته
ولد عزاريا ألون في أوكرانيا. وهاجرت عائلته إلى فلسطين عام 1925، واستقرت في كفر يحزقيل وهو موشاف في وادي يزرعيل (مرج ابن عامر). وانتقلوا إلى كريات حاييم عام 1932، وهو العام الذي تخرج فيه من مدرسة ريئالي العبرية.
عاد ألون إلى وادي يزرعيل وهو في العشرين من عمره ليعيش في كيبوتس بيت هاشيتا. وفي عام 1952، تزوج من رعوت وأنجب منها أربعة أطفال.

## جوائز وتقديرات
حصل ألون على جائزة إسرائيل مرتين، الأولى في عام 1980، للمساهمة المتميزة في الدولة والمجتمع في مجال حماية البيئة. ثم حصل عليها مرة أخرى في عام 2012، لإنجاز العمر.  دخل ألون أيضًا في كتاب غينيس للأرقام القياسية العالمية باعتباره مذيعًا لأقدم برنامج إذاعي.

## كتب
- المتنزهات الوطنية والمحميات الطبيعية في إسرائيل: دليل كارتا، (2014)